# フェルラ酸
フェルラ酸（フェルラさん、ferulic acid）はフィトケミカルとして植物の細胞壁などに存在する有機化合物。ケイ皮酸の誘導体で、リグニンを構成する。また、他の芳香族化合物の合成の前駆体となる。
地中海沿岸に自生するセリ科の植物オオウイキョウ(Ferula communis)から発見・命名された。

## 天然での存在
フェルラ酸とジヒドロフェルラ酸は、細胞壁のリグノセルロース中でリグニンと多糖を繋ぎ合わせる役割を担っている。米、小麦、ライ麦、大麦やコーヒー、リンゴ、アーティチョーク、ピーナッツ、オレンジ、パイナップルなどの種子の中にも見られる。濃アルカリを用いて小麦や大豆のふすまから抽出される。カフェ酸にO-メチルトランスフェラーゼ(caffeic acid 3-O-methyltransferase; COMT, EC 2.1.1.68, 反応)が作用することにより、生合成される。

## 生体防御への利用
フェルラ酸は、他のフェノール類のように抗酸化作用を持ち、活性酸素種などのラジカルと反応する。活性酸素種とラジカルはDNAの損傷や癌の原因となり、細胞の老化を促す。動物実験やin vitroでの実験では、フェルラ酸は乳癌や肝臓癌に対して抗腫瘍活性を示した。また癌細胞にアポトーシスを起こさせる働きを持つことも指摘されている。さらにベンゾピレンなどによる発癌を予防する効果も持つ。ただし、これらは人間によるランダム化比較試験に基づくものではなく、これらの結果が人間にも直接当てはまるとは限らない。
アスコルビン酸、ビタミンEと共存すると酸化ストレスを減らし、チアミン二量体を形成して皮膚を守る。

## 生化学
フェルラ酸は無臭であるが、酵母に含まれる4-ヒドロキシケイ皮酸デカルボキシラーゼにより脱炭酸を受け、独特の臭気を持つ4-ビニルグアイアコールとなる。これは酒類の風味を損なうオフフレーバーの原因となる。

## 応用

### 認知症予防
- 米ぬかなどから精製された天然のフェルラ酸がアルツハイマー型認知症に有効であることを臨床試験で示した論文は、インターネットのgoogle上で、フェルラ酸、認知症、アルツハイマー病、Ferulic acid、dementia、Alzheimer’s diseaseの何れの検索においても見当たらない。中村重信・広島大名誉教授らによるアルツハイマー病通院患者143人とその家族の協力を得て、9か月間に亘って投与した試験対象物はフェルラ酸の単一成分ではなく、フェルラ酸とガーデンアンゼリカ抽出物の配合製剤となっている[8]。Ferulic acidはフェルラ酸、garden angelicaはガーデンアンゼリカ（Angelica archangelica、セイヨウトウキ）のこと。この試験では、試験前と試験開始から3か月毎に、認知機能検査を行った。その結果、アルツハイマー病患者の認知機能は通常、時間の経過とともに低下し続けるのに、試験対象物を使った場合は、軽度の患者は試験終了時まで改善が続き、中度の患者も6か月後まで改善状態が続いた[8]。
- フェルラ酸、αGPC、イチョウ葉エキス、ビタミンCを含む食品を継続して摂取することによって、軽度認知障害の高齢者の認知機能の低下が緩和されることが臨床試験で確認された[9]。
- フェルラ酸を含むサプリメントが認知症の周辺症状に対して有効である例が報告されている[10]。

### バニリンの前駆体
天然に多く存在するフェルラ酸はバニリンの工業合成の原料となる。しかし、現在ではバイオテクノロジーを用いたバニリンの製造がより効率的に行われている。

### 質量分析
MALDI法による質量分析でタンパク質のマトリックスとして利用されている。

### 味覚装飾
クラフトフーヅは、アセスルファムカリウムの苦みをマスキングするためフェルラ酸ナトリウムを用いる方法の特許を取得している。